# 455 TCN
455 TCN là một năm trong lịch La Mã.